# US Roye-Noyon
Union Sportive Roye-Noyon Coeur de Picardie (cựu Union Sportive Royenne) là một đội bóng đội Pháp thành lập năm 1928. Đội có trụ sở tại Roye, Somme, Pháp. Đội thi đấu tại sân Stade André Coël ở Roye.
Câu lạc bộ đã tham gia Championnat National trong mùa giải 2004-05.